# R.O.B.TV
R.O.B.TV was een commerciële regionale televisiezender, en zond onder andere uit in de provincies Noord-Holland, Zuid-Holland en Utrecht.
De zender startte officieel in 2003 maar stopte op zondag 17 juli 2005 omdat de maatschappij achter de zender failliet was gegaan.  R.O.B.TV was de opvolger van Regionet, die alleen in de provincie Noord-Holland uitzond. In eerste instantie heette de zender R.O.B.TV/4ALLTV. De bedoeling was dat de zender een landelijk regionale zender zou worden. Sinds 18 juli 2005 zendt op de frequentie van R.O.B.TV de opvolger ENJOY TV uit.
Enjoy TV is een handelsnaam van Future Finance Worldwide C.V. Deze vennootschap is in staat van faillissement verklaard op 6 april 2006. De curator in dit faillissement is Mr. A.H.J. Dunselman van Schenkeveld Advocaten te Alkmaar.
R.O.B.TV zond regionale programma's uit die gemaakt zijn in heel Nederland, maar ook andere soorten programma's. Op de zender waren programma's als Kids for Animals, Op spreekuur bij de dierenarts en animatieseries te zien.